# Mrs. Cook's Cooking
Mrs. Cook's Cooking è un cortometraggio muto del 1915 diretto da Frank Cooley. Di genere comico, prodotto dall'American Film Manufacturing Company su un soggetto di J. Edward Hungerford, il film aveva come interpreti Virginia Kirtley, Joe Harris, Fred Gamble.

## Trama
Pur se la signora Cook è una cuoca eccellente, suo marito ha sempre da lamentarsi di tutto quello che gli viene presentato nel piatto. Quando la signora decide di non sopportare più quel lagnoso del marito, lui è costretto ad andare al ristorante. Ma anche lì il suo comportamento non cambia: litiga con il proprietario e con i camerieri, finendo per provocare il finimondo nel locale, tanto che il gerente lo fa arrestare.

Alla stazione di polizia, Cook telefona alla moglie implorandola di correre in suo aiuto. Segretamente divertita, lei gli risponde che gli sta bene quello che gli è successo e gli sbatte il ricevitore in faccia.

Messo in cella a pane e acqua, a Cook viene detto dai suoi carcerieri di mangiare quello oppure di morire di fame. Mentre sgranocchia la sua crosta secca, davanti agli occhi di Cook passano in rassegna i succulenti piatti preparati da sua moglie. Quando lo portano poi in aula, gli viene annunciato che se vuole uscire, dovrà pagare al proprietario del ristorante trenta dollari per i danni. Visto che non ha tutti quei soldi, telefona nuovamente alla moglie, supplicandola freneticamente di salvarlo da trenta giorni di pane e acqua. Alla fine lei cede e paga, portandolo via con sé.

Guarito per sempre, Cook si trova al sicuro in casa, di nuovo davanti al suo tavolo da pranzo.

## Produzione
Il film fu prodotto dalla American Film Manufacturing Company.

## Distribuzione
Distribuito dalla Mutual, il film - un cortometraggio in una bobina - uscì nelle sale statunitensi il 9 febbraio 1915.